# 山脊赛车
《山脊赛车》是一款由南梦宫制作和发行的游戏。游戏最初于1993年10月在日本街机发行。游戏后移植至PlayStation。
玩家可以选择赛车和赛道进行游戏。
《山脊赛车》好评如潮。特别是游戏的图像和声音得到表扬。GameRankings给予游戏81%的分数。